# Hjulböle

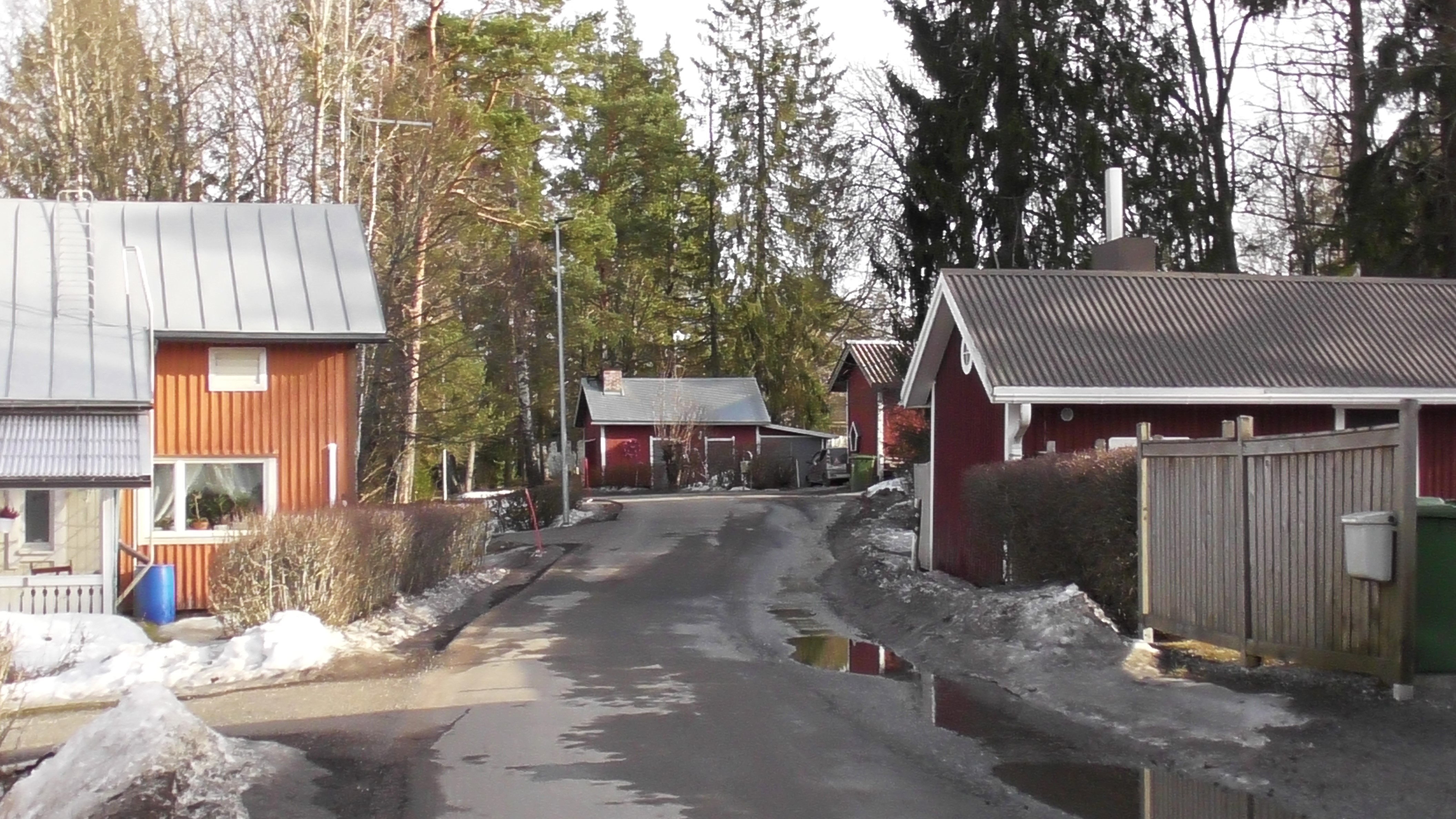
Bystråket i Hjulböle.

Hjulböle (finska Hyvelä) är stadsdel nr. 56 i Björneborg. Den ligger norr om centrum och öster om  riksväg 8. Omkringliggande stadsdelar är Rosnäs i öster, Tuulikylä i sydöst, Toejoki och Slottskär i söder och Hjulböleviken i sydväst.
Hjulböle är en gammal byenhet. Genom det går det så kallade Bystråket som bevarat den gamla bymiljön.  I väster ansluter Bystråket till riksväg 8 och i öster till Rosnäs. Norr och söder om stadsdelen breder flacka åkerfält ut sig.